# 딩기소
딩기소(Dendrolagus mbaiso)는 캥거루과에 속하는 나무타기캥거루 유대류의 일종이다. 인도네시아 서뉴기니의 토착종으로 해발 고도 3250~4200m 높이의 수디르만 산맥 산지 숲, 삼림한계선 아래에서만 서식한다. 11일 동안 현지의 모니족을 탐색하는 2009년 BBC 다큐멘터리 "남태평양"(South Pacific)을 통해 처음 영화화되었다.